# ウイルスベクター
ウイルスベクター(英: viral vector)は、分子生物学研究において遺伝物質を細胞に送達するために一般的に使用される遺伝子の運び屋であるベクターのうち、ウイルスをベースとしたもの。生体内（in vivo）または細胞培養（in vitro）で利用できる。ウイルスは、感染した細胞内でゲノムを効率的に輸送するために、特殊な分子メカニズムを進化させてきた。ベクターによる遺伝子や他の遺伝物質の送達は形質導入(英: transduction)と呼ばれ、形質導入された細胞は形質転換体と呼ばれる。1970年代からこの機構は分子生物学において利用され始めた。ポール・バーグは、バクテリオファージλ由来のDNAを含む改変SV40ウイルスを培養しているサルの腎臓細胞に感染させた。
ウイルスベクターは、分子生物学研究での利用に加えて、遺伝子治療やワクチンの開発にも利用されている。

## ウイルスベクターの主要特性
ウイルスベクターは特定の用途に合うように改変されているが、一般的にいくつかの重要な性質を共有している。
- 安全性：ウイルスベクターは病原性ウイルスから作成されることがあるが、それらを取り扱うリスクを最小限に抑えるように改変されている。通常、ウイルス複製に重要なウイルスゲノムの一部を欠失させることを伴う。このようなウイルスは細胞に効率的に感染することができるが、感染後に新しいビリオンを生成するためには、欠落したタンパク質を提供するヘルパーウイルスが必要になる。
- 低毒性：ウイルスベクターは、感染する細胞の生理機能への影響を最小限にするように設計される。
- 安定性：一部のウイルスは遺伝的に不安定であり、ゲノムが急速に変化することがある。これは、ウイルスベクターを使用して行われる研究の予測可能性と再現性に悪影響を及ぼすことから、それらの設計では回避される。
- 細胞型特異性：ほとんどのウイルスベクターは、可能な限り広範囲の細胞型（英語版）に感染するように設計されている。しかし、宿主域が狭い方が望ましい場合もあり、特定の種類の細胞にしか感染しないようにウイルス受容体を改変することもできる。このように改変されたウイルスは、疑似タイプ（英語版）と呼ばれる。
- 同定：ウイルスベクターには、どの細胞がウイルス遺伝子を取り込んだか判別しやすくする、マーカーと呼ばれる遺伝子を組み込むことがよくある。一般的なマーカーは、特定の抗生物質に対する耐性である。ウイルスベクター遺伝子を取り込んでいない細胞は抗生物質耐性を持たず、抗生物質の存在下では増殖できないため、細胞を簡単に分離できる。

## 応用

### 基礎研究
ウイルスベクターはもともと、分子遺伝学実験のためのDNAを直接導入するトランスフェクション(英: transfection)の代わるものとして開発された。従来の遺伝子導入法(リン酸カルシウム沈殿など)と比較して、ウイルスベクターによる形質導入(英: transduction)は、細胞の生存率に深刻な影響を与えることなく、ほぼ100％の細胞を確実に感染させることができる。さらに、一部のウイルスは細胞ゲノムに組み込まれ、安定した発現を促進する。
タンパク質をコードする遺伝子は、特定のタンパク質の機能を研究するために、一般的にウイルスベクターを使用して発現させることができる。GFPなどのマーカー遺伝子を安定して発現するウイルスベクター、特にレトロウイルスは、追跡したい細胞とその子孫をするために恒久的に標識するために広く使用されている。例えば、異種移植実験で、in vitroで感染した細胞を宿主動物に移植した際などに利用される。
遺伝子の挿入は、遺伝子ノックアウトよりも安価に実施できる。しかし、サイレンシングは時に非特異的であり、他の遺伝子にオフターゲット効果をもたらすことがあるため、信頼性の高い結果は得られない。動物宿主ベクターも重要な役割を果たしている。

### 遺伝子治療
遺伝子治療は、病気の発症に関与する欠陥遺伝子を修正するための技術であり、将来的には、遺伝子治療は、重症複合免疫不全症、嚢胞性線維症、血友病Aなどの遺伝性疾患の治療法となる可能性がある。これらの疾患は、特定の遺伝子のDNA配列の変異に起因するため、遺伝子治療の臨床試験では、ウイルスベクターを利用してこれらの遺伝子の変異していないコピーを患者の体細胞に送達した。遺伝子治療の研究室での成功例は膨大な数にのぼったが、ウイルス遺伝子治療には広く使用される前に克服しなければならないいくつかの問題がある。ウイルスに対する免疫反応は、標的細胞への遺伝子の送達を妨げるだけでなく、患者に重篤な合併症を引き起こす可能性がある。1999年に行われた初期の遺伝子治療の治験では、アデノウイルスベクターを使用して治療を受けたジェシー・ゲルシンガー氏がこれにより死亡した例がある。
ガンマレトロウイルスのような一部のウイルスベクターは、宿主の染色体上のランダムな位置にゲノムを挿入することから、宿主細胞の遺伝子機能を妨害し、癌(がん)を引き起こす可能性がある。2002年に実施された重症複合免疫不全レトロウイルス遺伝子治療の治験では、4人の患者が治療の結果として白血病を発症し、3人は化学療法後に回復した。この点、アデノ随伴ウイルスベクターは、常にヒトゲノムの同じ部位に組み込まれるため、はるかに安全で、アルツハイマー病などのさまざまな病気への応用が期待されている。

### ワクチン
生ベクターワクチンは、化学的に弱体化したウイルスを使用して、病原体の断片を輸送し、免疫応答を刺激するワクチンである。病原体に対するこれらのワクチンとして、DNAワクチンと同様の根拠に基づき、病原性タンパク質を発現するウイルスが現在開発されている。ワクチンに使用される遺伝子は通常、病原体由来の表面タンパク質をコードする抗原である。これらの遺伝子を非病原性生物のゲノムに挿入すると、宿主の細胞表面で発現し、免疫応答を誘発することができる。
弱毒化ワクチンとは異なり、ウイルスベクターワクチンは複製に必要な他の病原体の遺伝子を持たないため、病原体による感染は不可能であるとされている。アデノウイルスはワクチンとして活発に開発されている。

### ドラッグデリバリー
ネコのインターロイキン-2を運ぶように改変されたカナリア痘ウイルスの株は、線維肉腫のネコを治療するために使用されている。

## ウイルスベクターの種類

### ガンマレトロウイルスベクター
レトロウイルスは、現在の遺伝子治療アプローチの主力である。モロニーマウス白血病ウイルスなどの組換えレトロウイルスは、宿主ゲノムに安定した方法で組み込まれる能力を持っている。レトロウイルスは、RNAゲノムからDNAを生成するための逆転写酵素と、宿主ゲノムへの組み込みを可能にするインテグラーゼを持つ。これらのベクターは、SCID-X1試験のようなFDA承認の臨床試験で使用されている。
レトロウイルスベクターには、複製能のあるものと複製欠損性のものがある。複製欠損型ベクターは研究において最も一般的な選択で、ビリオンの複製とパッケージングに必須な遺伝子のコード領域が他の遺伝子に置き換えられているか、または削除されているため、複製する機能を欠損している。これらのウイルスは、標的細胞に感染して目的遺伝子を送達することができるが、細胞溶解と細胞死につながる通常の細胞溶解経路の継続ができないように設計されている。
逆に、複製能力があるウイルスベクターは、ビリオン合成に必要なすべての遺伝子を含み、感染が起こるとそれ自体を増殖し続ける。これらのベクターのウイルスゲノムははるかに長いので、挿入可能な目的遺伝子の長さは、複製欠損ベクターに比べて限られている。ウイルスベクターにもよるが、複製欠損ウイルスベクターで挿入可能な目的遺伝子の一般的な最大長は、通常、約8〜10kBである。これはゲノム配列の導入には短いが、ほとんどのcDNA配列には適用可能である。
モロニーレトロウイルスなどのレトロウイルスをウイルスベクターとして使用する際の主な欠点は、形質導入のため細胞が活発に分裂している必要があることである。そのため、ニューロンのような細胞は、レトロウイルスによる感染や形質導入に対して非常に耐性がある。
宿主ゲノムへの組み込みによる挿入変異は、癌(がん)や白血病につながる懸念がある。当初は理論上の懸念であったが、モロニーマウス白血病ウイルスを使用した10人のSCID-X1患者の遺伝子治療において、ベクターの挿入部位近傍のLMO2がん遺伝子の活性化によって白血病が発症した2例が報告されて現実のものとなった。

### レンチウイルスベクター

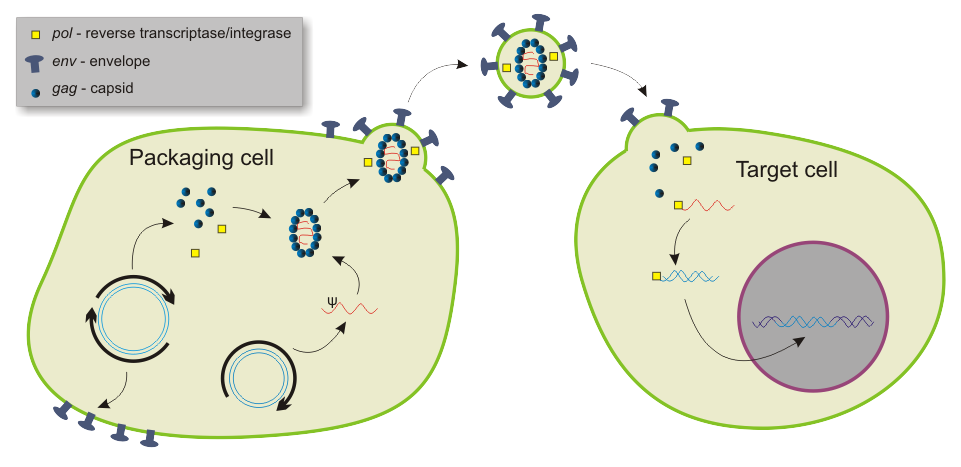
レンチウイルスベクターによるパッケージングと形質導入。

レンチウイルスはレトロウイルス科の一属であり、他のレトロウイルスは分裂している細胞にしか感染できないが、レンチウイルスは分裂していない細胞のゲノムに組み込むことができる特徴があり、遺伝子治療のベクターとして使用される。ウイルスゲノムはRNAであり、ウイルスが細胞に侵入すると逆転写によりDNAが生成され、ウイルスインテグラーゼ酵素により宿主ゲノムにランダムな位置で挿入される。最近の調査結果では、ウイルスDNAの挿入はランダムではなく、特定の活性遺伝子に誘導され、ゲノム組織化に関連することが実際に示唆されている。宿主ゲノムに挿入されたベクター（現在はプロウイルスと呼ばれる）はゲノム内に残り、細胞が分裂するとその子孫に受け継がれる。問題を引き起こす可能性がある挿入部位を決定する技術はまだ存在しない。また、プロウイルスは細胞内遺伝子の機能を阻害し、癌(がん)の発生を促進するがん遺伝子を活性化させる可能性があることから、レンチウイルスの遺伝子治療への応用が懸念されている。しかし、いくつかの研究によると、レンチウイルスベクターは、ガンマレトロウイルスベクターよりも、癌を引き起こす可能性のある場所に組み込まれにくいことが示されている。より具体的には、ある研究では、腫瘍の発生率がはるかに高いマウス系統において、レンチウイルスベクターは、腫瘍発生率の増加も、腫瘍の早期発症も引き起こさなかった。さらに、HIVの治療のための遺伝子治療でレンチウイルスベクターを利用した臨床試験では、変異原性または腫瘍学的事象の増加は見られなかった。
安全上の理由から、レンチウイルスベクターは複製に必要な遺伝子を決して持たない。レンチウイルスベクターを生産するために、いくつかのプラスミドがいわゆるパッケージング細胞株、一般的にはHEK 293に遺伝子導入される。一般にパッケージングプラスミドと呼ばれる1つ以上のプラスミドは、カプシドや逆転写酵素などのビリオンタンパク質をコードしている。別のプラスミドは、ベクターによって送達される遺伝物質を含む。これは一本鎖RNAウイルスゲノムを生成するために転写され、ψ(psi)配列の存在によって特徴づけられる。この配列は、ゲノムをビリオンにパッケージングするために使用される。

### アデノウイルスベクター
レンチウイルスとは対照的に、アデノウイルスDNAはゲノムに組み込まれず、細胞分裂中に複製されない。これは基礎研究での利用を制限するものの、アデノウイルスベクターはin vitroおよびin vivo実験でも使用されている。その主な用途は、遺伝子治療とワクチン接種である。ヒトは呼吸器、胃腸、眼の感染症を引き起こすアデノウイルスとの接触が一般的であるため、大多数の患者は中和抗体をすでに持っており、標的細胞に到達する前にウイルスベクターが不活化されてしまう。この問題を克服するために、科学者たちは現在、ヒトが免疫を持たないさまざまな種に感染するアデノウイルスの研究が行われている。

### アデノ随伴ウイルスベクター
アデノ随伴ウイルス（AAV）は、ヒトや他の霊長類に感染する小型のウイルスである。AAVは現在のところ、非常に軽度の免疫反応を引き起こすが、病原性はないと言われている。AAVは分裂細胞と非分裂細胞の両方に感染可能であり、自分のゲノムを宿主細胞のゲノムに組み込むことができる。さらに、AAVはほとんどがエピソームのままで、染色体に組み込まれることなく複製することから、長く安定した発現を行う。これらの特徴から、AAVは遺伝子治療用のウイルスベクターとして非常に魅力的な候補となっている。ただし、AAVは最大5kbまでしか発現できず、AAVの本来の容量に比べてかなり小さい。
さらに、遺伝子治療ベクターとしての応用可能性のために、自己相補的アデノ随伴ウイルス（scAAV）と呼ばれる改変されたAAVが開発されている。AAVが一本鎖DNAをパッケージ化し、二本鎖合成のプロセスを必要とするのに対し、scAAVは両方の鎖をパッケージ化し、それを一緒にアニーリングして二本鎖DNAを形成する。二本鎖合成を省略することにより、scAAVは細胞内での迅速な発現を可能にする。それ以外にも、scAAVはAAVと同様に多くの特性を持っている。

### 植物ウイルスベクター
植物ウイルスは、遺伝物質を植物細胞に送達するために一般的に使用されるツールであるウイルスベクターとして利用でき、また、生体材料やナノテクノロジーデバイスの供給源でもある。タバコモザイクウイルス（TMV）は、最初に発見されたウイルスであり、タバコモザイクウイルスから作られたウイルスベクターとして、magnICON®やTRBO植物発現技術などがある。

### ハイブリッドベクター
ハイブリッドベクターは、複数のベクターの特性を持つように遺伝子操作されたベクターウイルスである。通常ウイルスベクターは、搭載する遺伝子の長さや、免疫原性、遺伝毒性といった点や、長期的に適切なトランスジェニック発現を維持できないなどの欠点を持つが、ハイブリットベクターはこれらの欠点を回避するように設計される。ハイブリッドベクターは、望ましくない要素を所望の能力で置き換えることにより、将来、安全性および治療効率の点で標準的な遺伝子導入ベクターを凌駕する可能性がある。

## 応用面での課題
遺伝物質を細胞に送達するためのウイルスベクターの選択には、いくつかの輸送上の問題が伴う。治療に利用できるウイルスベクターの数は限られており、ウイルスベクターが外来の侵入者と見なされた場合、体が免疫反応を起こす可能性がある。一度使用されたウイルスベクターは体に認識されるので、同じ患者に再び使用すると効果的に使用することができない。あるワクチンや遺伝子治療が臨床試験で失敗した場合、将来、別のワクチンや遺伝子治療のウイルスベクターを同じ患者に再び使用することができない。
ウイルスベクターに対する既存の免疫が患者に存在している可能性があり、その患者にとって治療が効果的でない可能性がある。ワクチン接種でウイルスベクターを使用する場合、非ウイルス性DNAワクチンでプライミングすることで既存の免疫を打ち消すことができるが、この方法は、ワクチンの流通過程で追加の費用と障害をもたらす。また、既存の免疫は、ワクチンの投与量を増やしたり、ワクチン接種経路を変更することで克服できる可能性がある。
また、ウイルスベクターのいくつかの欠点（遺伝毒性や低いトランスジェニック発現など）は、ハイブリッドベクターを使用することで克服できる可能性がある。